# -ești
El sufijo -ești (pronunciado [eʃtʲ], a veces cambiado a -ăști [əʃtʲ]) está muy extendido en los topónimos (nombres de lugares) rumanos y moldavos. Es la forma plural del sufijo posesivo -escu, utilizado anteriormente para los nombres de pila y actualmente extendido en los apellidos (Ionescu, Popescu). La hipótesis más aceptada dice que proviene del sufijo *-isk, de origen tracio, o bien del latín -iscus. Otras formas de escribirlo ya obsoletas son -esci y -eșci, utilizados durante algunas décadas hasta principios del siglo XX.
El 13'1% de municipios rumanos (2.403 localidades) poseen este sufijo en su nombre, incluyendo la capital, București, convirtiéndolo en el sufijo más común en todo el país. En algunas áreas de Rumania, más de la mitad de los topónimos tienen este sufijo, como es el caso de los montes Apuseni.

## Topónimos
Solo se citan algunos ejemplos:

### Rumanía
- Brănești
- Bucureșci, Hunedoara
- București (Bucarest)
- Comănești
- Dărăști-Ilfov, Ilfov
- Fetești
- Mărășești
- Moinești
- Negrești-Oaș
- Unști
- Pitești
- Ploiești
- Scornicești
- Zărnești

### Moldavia
- Fălești
- Florești
- Hîncești
- Mălăiești, Transnistria
- Șoldănești
- Telenești
- Vulcănești